# Xanthorhoe semilactescens
Xanthorhoe semilactescens là một loài bướm đêm trong họ Geometridae.